# Jérôme Rakotomalala

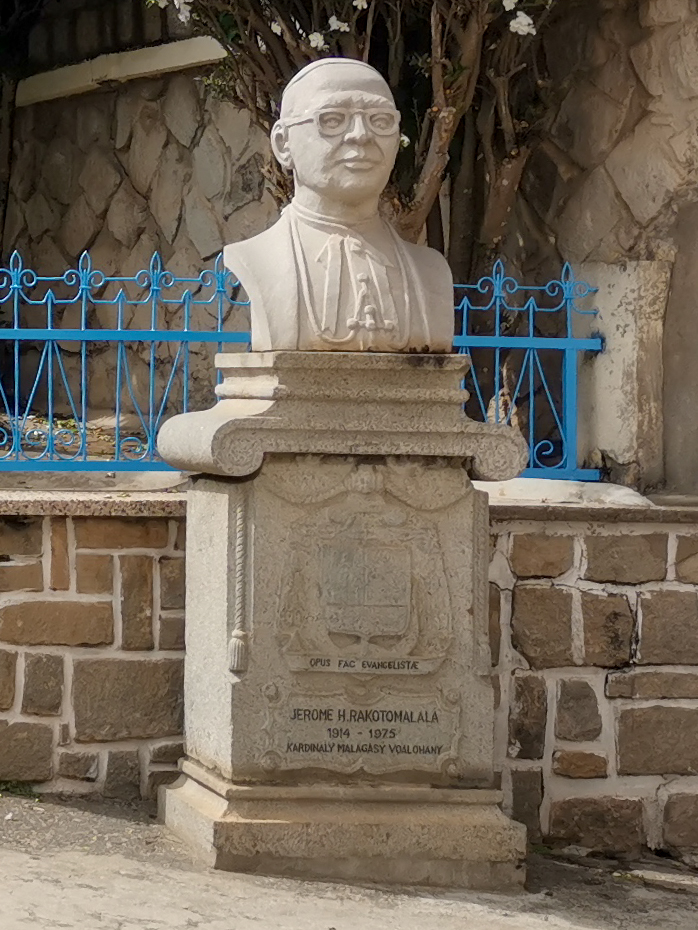
Büste von Rakotomalala

 Jérôme Louis Kardinal Rakotomalala  (* 15. Juli 1914 in Sainte Marie, Madagaskar; † 1. November 1975 in Antananarivo) war Erzbischof von Tananarive.

## Leben
Jérôme Rakotomalala erhielt seine theologische und philosophische Ausbildung im Regionalseminar von Ambotaraka auf Madagaskar. Er empfing am 31. Juli 1943 das Sakrament der Priesterweihe und arbeitete anschließend als Gemeindeseelsorger in Antananarivo. Von 1946 bis 1960 unterrichtete er an verschiedenen Seminaren und Schulen und leitete als Generalvikar die Verwaltung des Erzbistums Antananarivo.
Am 1. April 1960 ernannte ihn Papst Johannes XXIII. zum Erzbischof von Tananarive und spendete ihm am 8. Mai desselben Jahres die Bischofsweihe; Mitkonsekratoren waren Bischof Napoléon-Alexandre La Brie, Direktor des französischsprachigen Päpstlichen Missionswerks Kanadas, und Fulton John Sheen, Weihbischof in New York. Jérôme Rakotomalala nahm in den Jahren 1962 bis 1965 am Zweiten Vatikanischen Konzil teil und wurde am 28. April 1969 von Papst Paul VI. als Kardinalpriester mit der Titelkirche Santa Maria Consolatrice al Tiburtino in das Kardinalskollegium aufgenommen. Er starb am 1. November 1975 in Antananarivo und wurde in der dortigen Kathedrale beigesetzt.